# Повесть о том, как поссорился Иван Иванович с Иваном Никифоровичем
«Повесть о том, как поссорился Иван Иванович с Иваном Никифоровичем» — повесть Николая Васильевича Гоголя, входящая в сборник «Миргород». Её сюжет автор позаимствовал из романа Василия Нарежного «Два Ивана, или Страсть к тяжбам» (1825). Повесть была впервые опубликована в альманахе А. Ф. Смирдина «Новоселье» (часть 2-я, 1834), с подзаголовком «Одна из неизданных былей пасичника Рудого Панька». С незначительными стилистическими исправлениями включена в сборник «Миргород» в 1835 году. При помещении в собрание сочинений (1842) автор добавил одну фразу в конец первой главы.

## Герои повести
- Иван Иванович Перерепенко — помещик
- Иван Никифорович Довгочхун — сосед Ивана Ивановича, помещик

второстепенные
- Гапка — ключница Ивана Ивановича
- Горпина — баба в доме Ивана Никифоровича
- Мальчик в доме Ивана Никифоровича
- Агафия Федосеевна — знакомая Ивана Никифоровича
- Демьян Демьянович — судья
- Тарас Тихонович — секретарь суда
- Пётр Фёдорович — городничий
- Антон Прокофьевич Голопузь — гость городничего, «парламентёр»
- Иван Иванович (другой) — гость городничего, кривой на один глаз
- «Приказная чернильница» — человечек средних лет, черномазый, с пятнами по всему лицу. Специалист по написанию позовов.
- Подсудок
- Орышко — служанка в суде
- Бурая свинья Ивана Ивановича

## Сюжет
Миргород — идеально красивый город. В нём всё прекрасно, начиная от «домов и домиков, которые издали можно принять за копны сена» и заканчивая уникальной, неповторимой лужей на площади, «удивительной лужей, единственной, которую вам только удавалось когда видеть». Кроме того, там «нет ни воровства, ни мошенничества». И в этом городе живут два друга, являющие собой символ благополучия и стабильности города — Иван Иванович Перерепенко и Иван Никифорович Довгочхун. Оба — прекрасные люди.
Как-то раз «в июле месяце» Иван Иванович обнаружил, что у Ивана Никифоровича есть замечательное ружьё. Ивану Ивановичу «очень захотелось иметь это ружьецо». Он отправляется к Ивану Никифоровичу с целью выпросить его или поменять на бурую свинью. Но Иван Никифорович не захотел отдавать ружья и, поддавшись на провокацию Ивана Ивановича, назвал того гусаком. Иван Иванович страшно обиделся и поссорился с Иваном Никифоровичем.
«Весьма могло быть, что сии достойные люди на другой же бы день помирились», но тут весьма некстати к Ивану Никифоровичу приезжает Агафия Федосеевна и настраивает Ивана Никифоровича против Ивана Ивановича.
Иван Иванович и Иван Никифорович начинают мелочно вредить друг другу: Иван Никифорович строит гусиный хлев на месте перелаза через плетень соседа, а Иван Иванович ночью подпиливает эту постройку, ребятишки Гапки, служанки Ивана Ивановича, бывают выпороты при попытке перелезть к Ивану Никифоровичу.
Оба подают прошения — позовы — в местный поветовый суд. В позовах вскрывается тёмная сторона уже не столь идеального города Миргорода и его жителей. Судья, будучи другом обоих, пытается их примирить, но всё тщетно. Обе просьбы принимаются, но вдруг в суд вбегает бурая свинья Ивана Ивановича, хватает со стола позов Ивана Никифоровича и убегает.
К Ивану Ивановичу приходит городничий Пётр Фёдорович по делу о похищении свиньёй позова Ивана Никифоровича. Главной же целью визита является попытка помирить Ивана Ивановича с Иваном Никифоровичем, но и она проваливается.
Тем временем, узнав о похищении своего позова, Иван Никифорович нанимает юриста — приказную чернильницу — который составляет новый позов уже с угрозами поветовому суду в случае его бездействия. Судья в ужасе ещё раз пытается помирить бывших друзей, но «Иван Иванович напрямик объявил, что не хочет, и даже весьма рассердился. Иван Никифорович вместо ответа оборотился спиною назад и хоть бы слово сказал». Тогда, уладив все формальности, позовы положили в шкаф и о них не вспоминали более двух лет.
Через два года городничий устроил ассамблею. На этом мероприятии один из гостей, которого тоже звали Иван Иванович и у которого был один глаз крив, предложил послать за Иваном Никифоровичем и столкнуть их вместе, чтобы помирить. С этой целью был выбран парламентёр — Антон Прокофьевич Голопузь. Голопузь расписывает Ивану Никифоровичу прелести ассамблеи и откровенно врёт, что Ивана Ивановича там нет. Иван Никифорович ему верит и едет на ассамблею.
Во время обеда Иван Иванович и Иван Никифорович увидели друг друга и попытались уйти, но их поймали, заставили пожать друг другу руки и велели при всех рассказать, что же привело к ссоре. Каждый отказывался признавать вину за собой, но Иван Никифорович был уже совсем близок к примирению, когда по неосторожности сказал: «…вы обиделись за черт знает что такое: за то, что я вас назвал гусаком…» Всё пошло к чёрту. Примирение расстроилось, Иван Иванович «выбежал в ужасном бешенстве», заперся в доме, потратил все деньги на «чернильных дельцов», перенеся дело в Палату, и через месяц только решился выйти из дому, когда узнал, что дело скоро решится.
Через двадцать два года («назад тому лет пять») автор проезжал через Миргород. Стояла осень «со своею грустно-сырою погодою». Многие в Миргороде уже поумирали. Но в церкви автор встречает Ивана Никифоровича и Ивана Ивановича, сильно постаревших, но не утративших цели в жизни: победить в суде своего давнего соперника. Оба заявляют, что, согласно палате, дело скоро решится, причём Иван Никифорович уверен, что в его пользу.
Автор распрощался с Иваном Никифоровичем и Иваном Ивановичем и уехал, обуреваемый тяжёлыми размышлениями: «Скучно на этом свете, господа!»

## Трудности с названием
Правильное название повести — «Повесть о том, как поссорился Иван Иванович с Иваном Никифоровичем».
В различных изданиях и экранизации используют неавторское сокращение: «Как поссорился Иван Иванович с Иваном Никифоровичем».
Также часто встречается неверный вариант «Повесть о том, как поссорились Иван Иванович с Иваном Никифоровичем», который не отражает авторской задумки несимметрии в ссоре.

## Экранизации
- «Как поссорился Иван Иванович с Иваном Никифоровичем» — комедийный фильм, снятый в СССР в 1941 году
- Радиоспектакль 1951 г. В ролях: Иван Перерепенко — Василий Меркурьев; Иван Довгочхун — Юрий Толубеев; Тарас Тихонович — Михаил Шифман; Антон Прокофьевич — Константин Злобин; Иван Кривой — Юрий Свирин; от автора — Владимир Ярмагаев.
- «Как поссорился Иван Иванович с Иваном Никифоровичем» — комедийный черно-белый фильм, снятый на Одесской киностудии в 1959 году
- «Миргород и его обитатели» — двухсерийный телевизионный фильм, вышедший в 1983 году
- «Марево» — российский 4-серийный телевизионный художественный фильм 2008 года

## Иллюстрации

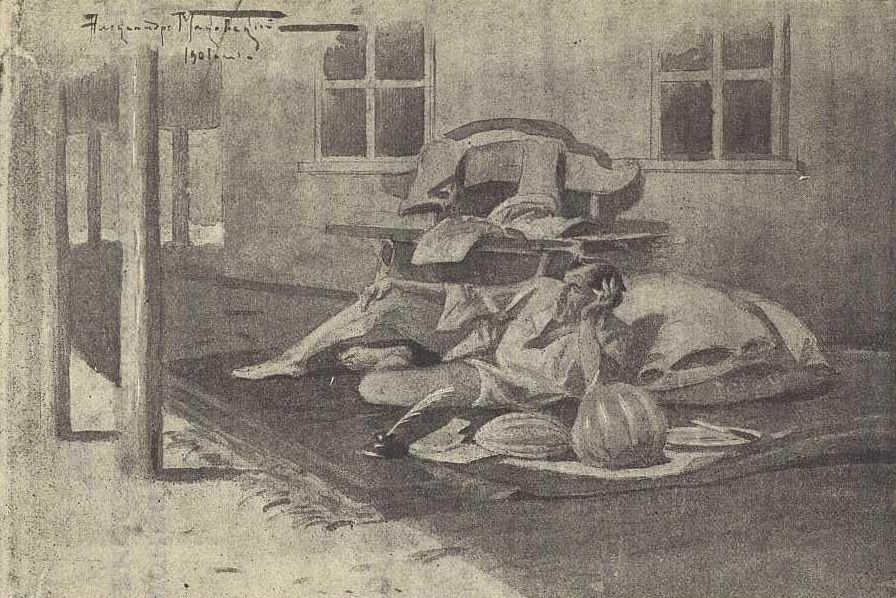
Иван Иванович, когда сделается слишком жарко, скинет с себя и бекешу и исподнее, сам останется в одной рубашке и отдыхает под навесом и глядит, что делается во дворе и на улице.
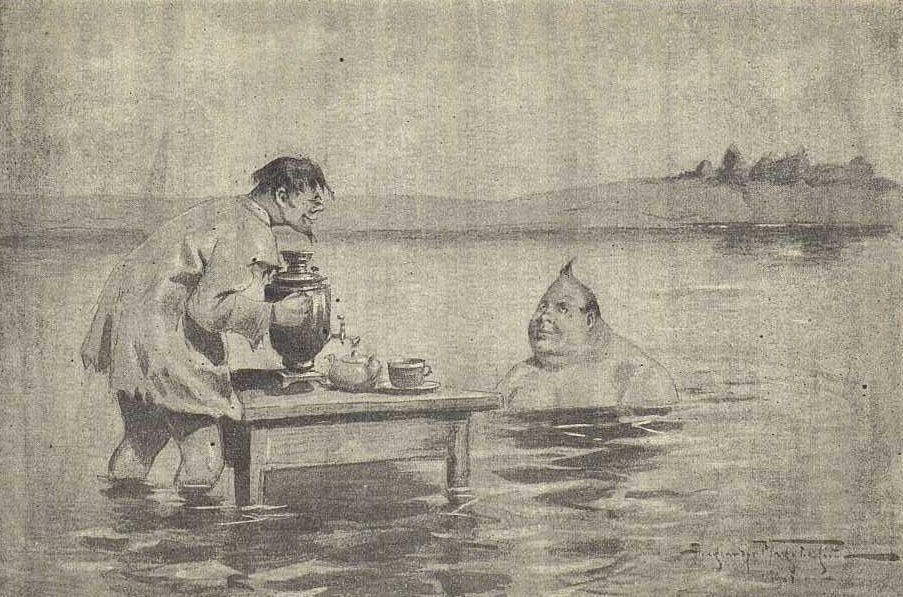
Иван Никифорович чрезвычайно любит купаться и, когда сядет по горло в воду, велит поставить также в воду стол и самовар, и очень любит пить чай в такой прохладе.
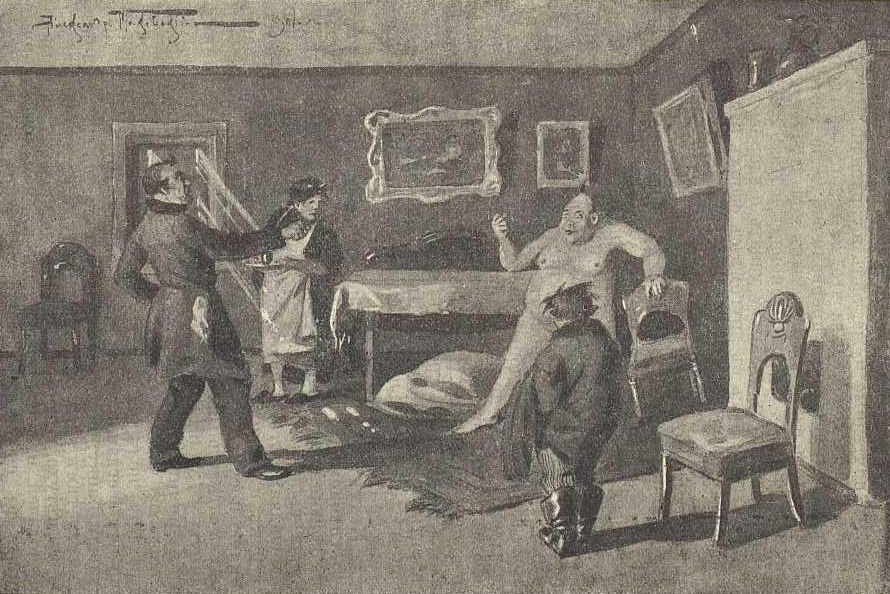
Вот вам за это, Иван Никифорович! — отвечал Иван Иванович, выставив ему кукиш.